# هررا د لس نابارس
هررا د لس نابارس (به اسپانیایی: Herrera de los Navarros) یک دهستان در اسپانیا است که در استان ساراگوسا واقع شده‌است. هررا د لس نابارس ۱۰۴ کیلومتر مربع مساحت و ۶۳۴ نفر جمعیت دارد.